# تک‌بلاغ ارشق
تک‌بلاغ ارشق یک روستا در ایران است که در استان اردبیل واقع شده‌است. تک بلاغ ارشق ۶۰ نفر جمعیت دارد.